# Bardolph (Illinois)
Bardolph est un village du comté de McDonough dans l'Illinois, aux États-Unis,. Situé à l'est du comté, il est incorporé le 23 mars 1876.

## Démographie
Lors du recensement de 2010, le village comptait une population de 251 habitants. Elle est estimée, en 2016, à 240 habitants.

### Source de la traduction
- (en) Cet article est partiellement ou en totalité issu de l’article de Wikipédia en anglais intitulé « Bardolph, Illinois » (voir la liste des auteurs).